# Улугушское
Улугушское — село в Катайском районе Курганской области. Административный центр Улугушского сельсовета.

## История
До 1917 года в составе Петропавловской волости Шадринского уезда Пермской губернии. По данным на 1926 год состояло из 514 хозяйств. В административном отношении являлось центром Улугушского сельсовета Катайского района Шадринского округа Уральской области.

## Население
| 1989 | 2002 | 2010 |
| ---- | ---- | ---- |
| 302  | ↘202 | ↘80  |

По данным переписи 1926 года в селе проживало 2483 человека (1135 мужчин и 1348 женщин), в том числе: русские составляли 100 % населения.
Село Улугушское (5 благочиние) Шадринский уезд находится к юго-востоку от г. Екатеринбурга на расстоянии 140 верст. Расположено оно в болотистой, нездоровой местности, при небольшом озере «Улугуш», от которого , очевидно, получило и свое название. Когда возникла деревня Улугуши, неизвестно. Можно предполагать, что основана эта деревня выходцами из Петропавловской слободы и служила для последней передовым охранным пунктом против набегов башкир. По крайней мере, такую роль д. Улугуши играла во время пугачевскаго бунта, когда башкиры явились самыми ярыми противниками законого порядка. В предосторожность от хищничества и набегов башкир улугушцы, терпевшие и раньше от них обиды, оградились деревянною стеною с башнями, рогатками и рвами. Принесла-ли эта крепость какую пользу улугушцам, неизвестно. В настоящее время место бывшей крепости застроено церковными домами и признаки ея едва видны. За отдаленностью от приходскаго в Петропавловской слободе храма, жители д. Улугуши в 1840 году начали собирать средства на построение своего собственнаго храма, каковой и был построен в честь Божией Матери, Казанские Ея иконы, и освящен в 1850 году. Храм, деревянный, однопрестольный, существует и теперь в первоначальном своем виде. При храме имеются два каменных флигеля для потребностей храма и деревянный дом для священника. – Улугушский приход состоит из одного села с населением в 2204 души обоего пола; все улугушские прихожане православные, по занятию земледельцы. С 1893 года в селе существует смешанная церковно-приходская школа.